# کمبل لین
کمبل لین (به انگلیسی: Campbell Lane) (زاده ۱۵ ژوئیه ۱۹۳۵، فوت ۳۰ ژانویه ۲۰۱۴) یک بازیگر کانادایی است.
وی جدا از هنرپیشگی در صداگذاری انیمه فعال بوده است.

## زندگی شخصی
او نهایتاً در ۳۰ ژانویه سال ۲۰۱۴ به خاطر سرطان ریه از دنیا رفت.